# Platinum Games
Platinum Games (jap. プラチナゲームズ株式会社, Purachinagēmuzu kabushiki-gaisha, stilisierte Schreibweise PlatinumGames) ist ein japanisches Spielentwicklungsunternehmen.

## Geschichte
Platinum Games wurde im August 2006 unter dem Namen Seeds, Inc. von Shinji Mikami, Atsushi Inaba und Hideki Kamiya, ehemaligen Mitarbeitern von Capcoms Clover Studio, gegründet. Im März 2007 löste Capcom das Clover Studio auf und alle Rechte an den vom Studio entwickelten Serien, wie z. B. Viewtiful Joe, God Hand und Ōkami, verblieben bei Capcom. Ein Großteil des ehemaligen Clover-Studio-Teams schloss sich dann als neues Entwicklungsstudio zusammen. Im Oktober 2007 fusionierte Seeds, Inc. mit dem Entwicklerstudio ODD Inc. und änderte den Namen in Platinum Games.
Das Prügelspiel Anarchy Reigns sollte ursprünglich im Juli 2012 in Europa und Nordamerika erscheinen, wurde aber vom Publisher Sega verschoben. In Europa erschien es stattdessen am 11. Januar 2013.
Im Januar 2017 wurde das Projekt Scalebound nach mehrjähriger Entwicklungszeit überraschend eingestellt. Das Action-Rollenspiel wurde im Auftrag der Microsoft Studios entwickelt und sollte für Xbox One und Windows 10 erscheinen.
Nier: Automata, die Fortsetzung zu Nier wurde am 23. Februar 2017 für die Playstation 4 und Windows veröffentlicht.
Am 30. August 2019 wurde Astral Chain exklusiv für die Nintendo Switch veröffentlicht.
Zurzeit arbeitet Platinum Games aktuell an einem Spiel, welches bislang nur unter dem Namen Project G.G. bekannt ist.

## Spiele
| Name                                               | Veröffentlichungsdatum | Plattform                                                 | Publisher     | Anmerkung                                          |
| -------------------------------------------------- | ---------------------- | --------------------------------------------------------- | ------------- | -------------------------------------------------- |
| MadWorld                                           | 10. März 2009          | Wii                                                       | Sega          | In Deutschland indiziert.                          |
| Infinite Space                                     | 11. Juni 2009          | Nintendo DS                                               | Sega          |                                                    |
| Bayonetta                                          | 29. Oktober 2009       | Xbox 360, PlayStation 3, Windows                          | Sega          | Die PC-Version erschien am 11. April 2017.         |
| Vanquish                                           | 19. Oktober 2010       | Xbox 360, PlayStation 3, Windows                          | Sega          | Die PC-Version erschien am 25. Mai 2017.           |
| Anarchy Reigns                                     | 5. Juli 2012           | Xbox 360, PlayStation 3                                   | Sega          |                                                    |
| Metal Gear Rising: Revengeance                     | 21. Februar 2013       | Xbox 360, PlayStation 3, Windows                          | Konami        | Die PC-Version erschien am 9. Januar 2014.         |
| The Wonderful 101                                  | 21. August 2013        | Wii U                                                     | Nintendo      |                                                    |
| The Legend of Korra                                | 21. Oktober 2014       | PlayStation 4, PlayStation 3, Xbox One, Xbox 360, Windows | Activision    |                                                    |
| Bayonetta 2                                        | 24. Oktober 2014       | Wii U                                                     | Nintendo      |                                                    |
| Bayonetta                                          | 24. Oktober 2014       | Wii U                                                     | Nintendo      | Wii-U-Version des ersten Teils.                    |
| Transformers: Devastation                          | 6. Oktober 2015        | PlayStation 4, PlayStation 3, Xbox One, Xbox 360, Windows | Activision    |                                                    |
| Star Fox Zero                                      | 21. April 2016         | Wii U                                                     | Nintendo      |                                                    |
| Star Fox Guard                                     | 21. April 2016         | Wii U                                                     | Nintendo      |                                                    |
| Teenage Mutant Ninja Turtles: Mutants in Manhattan | 24. Mai 2016           | PlayStation 4, PlayStation 3, Xbox One, Xbox 360, Windows | Activision    |                                                    |
| Nier: Automata                                     | 23. Februar 2017       | PlayStation 4, Xbox One, Windows                          | Square Enix   | Die PC-Version erschien am 18. März 2017.          |
| Bayonetta 2                                        | 16. Februar 2018       | Nintendo Switch                                           | Nintendo      | Switch-Version des zweiten Teils.                  |
| Bayonetta                                          | 16. Februar 2018       | Nintendo Switch                                           | Nintendo      | Switch-Version des ersten Teils.                   |
| Astral Chain                                       | 30. August 2019        | Nintendo Switch                                           | Nintendo      |                                                    |
| The Wonderful 101: Remastered                      | 22. Mai 2020           | Nintendo Switch, PlayStation 4, Windows                   | PlatinumGames | PlatinumGames' erster selbstveröffentlichter Titel |
| Babylon’s Fall                                     | 3. März 2022           | PlayStation 4, PlayStation 5, Windows                     | Square Enix   |                                                    |
| Bayonetta 3                                        | 28. Oktober 2022       | Nintendo Switch                                           | Nintendo      |                                                    |
| Project G.G.                                       | in Entwicklung         |                                                           |               |                                                    |